# Otto Wolfskehl
Otto Wilhelm Nathan Benjamin Wolfskehl (* 9. November 1841 in Darmstadt; † 17. August 1907 ebenda) war ein deutscher Bankier und Politiker im Großherzogtum Hessen. Er war der Vater des Dichters Karl Wolfskehl.

## Familie
Otto Wolfskehl entstammt einer ursprünglich im Hessischen Ried ansässigen alten jüdischen Patrizierfamilie, die sich nach dem Ort Wolfskehlen benannte. Sein Vater war der Bankier und Inhaber des bis 1881 bestehenden Bankhauses Heyum Wolfskehl & Sohn in Darmstadt Joseph Carl Theodor Wolfskehl (1814–1863), seine Mutter Hannchen Johanna geborene Kaulla (1820–1894), eine Tochter des Stuttgarter Hofbankiers Nathan Wolf Kaulla (1785–1838).
Otto Wolfskehl heiratete 1868 in erster Ehe Paula geborene Simon (1845–1876), eine Tochter des Bankiers und Kommerzienrats Israel Simon in Hannover. Das Paar hatte drei Kinder: den Sohn Karl, der ein bekannter Dichter wurde und in der NS-Zeit ins Exil gehen musste, die Tochter Margarete (1862–1925), spätere Ehefrau des Generalleutnants Karl Freiherr von Preuschen, und den Sohn Eduard Wolfskehl (1864–1943). Nach dem Tod seiner ersten Frau heiratete Otto Wolfskehl 1878 die Pianistin Lilli Schulz (1841–1920).
Der Mathematiker Paul Wolfskehl war sein Bruder.

## Berufliche Laufbahn
Otto Wolfskehl besuchte ein Darmstädter Gymnasium und studierte ab dem Sommersemester 1859 zunächst an der Universität Heidelberg und dann in Paris Rechtswissenschaften. Nach dem frühen Tod des Vaters 1863 trat er in das väterliche Bankgeschäft Heyum Wolfskehl & Sohn ein, das in der Rheinstraße 4 angesiedelt war. Er wurde von seinem Großvater und von seinem Onkel Moritz Wolfskehl (1811–1872), der inzwischen zum Hofbankier avancierte, in das Bankgeschäft eingeführt. Bis 1881, dem Zusammenschluss mit einer anderen Bank, war Otto Wolfskehl dessen Direktor.
Wolfskehl war zudem von 1873 bis 1875 Mitglied der Großherzoglichen Handelskammer in Darmstadt, von 1876 bis 1880 stellvertretender Präsident der Handelskammer, schließlich 1880–1881 Präsident der Handelskammer in Darmstadt. Von 1879 bis 1885 bekleidete er das Amt eines Handelsrichters. Außerdem war er nach deren Gründung im Jahr 1903 langjähriger Aufsichtsratsvorsitzender der Hessischen Landeshypothekenbank.

## Politisches und gesellschaftliches Engagement
Otto Wolfskehl gehörte der Nationalliberalen Partei an. In den Jahren von 1874 bis 1907 war er neben Heinrich Blumenthal Mitglied der Darmstädter Stadtverordnetenversammlung und dort lange Zeit Vorsitzender des Finanzausschusses. Von 1875 bis 1897 war er Mitglied der zweiten Kammer der Landstände des Großherzogtums Hessen und auch dort als Vorsitzender des Finanzausschusses tätig. Von 1884 bis 1897 hatte er das Amt des Vizepräsidenten der zweiten Kammer inne. Das ihm von Großherzog Ernst-Ludwig angebotene Amt des Finanzministers lehnte er ab. Im Februar 1897 verließ er im Zuge antisemitischer Attacken den Hessischen Landtag.
Wolfskehl gilt als Pionier des Eisenbahnwesens durch seine Förderung der Preußisch-Hessischen Eisenbahngemeinschaft und als eine der treibenden Kräfte beim Erhalt und der Erweiterung der Technischen Hochschule Darmstadt in den Jahren 1876, 1882 und in den 1890er Jahren. Durch die von ihm betriebene Übernahme des privaten Gaswerks in Darmstadt in Stadtbesitz war er einer der Gründer der Südhessischen Gas- und Wasser AG. Er war Mitgründer der Landeshypothekenbank im Jahre 1902/03. Als langjähriges Vorstandsmitglied des Zentralvereins für Arbeiterwohnungsfürsorge gründete er 1864, zusammen mit Carl Merck und anderen Darmstädter Persönlichkeiten, den Bauverein für Arbeiterwohnungen. Zudem war er mehr als vierzig Jahre ehrenamtlicher Geschäftsführer des Bauvereins.
Otto Wolfskehl war Gründer mehrerer Stiftungen und langjähriger Vorsitzender des 1832 gegründeten Musikvereins Darmstadt. Er förderte den Ausbau der Darmstädter Mathildenhöhe. Seine liberalen Grundüberzeugungen werden deutlich, indem er sowohl als Unterstützer der zu seiner Zeit aufkommenden Darmstädter liberalen jüdischen Gemeinde genannt wird und ebenso als maßgeblicher Förderer des Baus der Darmstädter evangelischen Johanneskirche.
Otto Wolfskehl wurde auf dem Alten Friedhof in Darmstadt bestattet (Grabstelle: III L 96).

## Ehrungen
- 1893 Ritterkreuz I. Klasse des Verdienstordens Philipps des Großmütigen[3]
- 1902 Verleihung der Krone zum Ritterkreuz I. Klasse des Verdienstordens Philipps des Großmütigen[3]
- 1903 Verleihung des Komturkreuzes II. Klasse des Verdienstordens Philipps des Großmütigen[3]
- Die Otto-Wolfskehl-Straße in Darmstadt (heute: Goebelstraße) war nach ihm benannt; der Wolfskehl’sche Park war ehemals im Besitz der Familie.
- Otto Wolfskehl lehnte die ihm angetragene Erhebung in den Adelsstand ab.
- Das im Jahre 2013 eingeweihte Gästehaus der TU Darmstadt am Standort Lichtwiese erhielt am 16. Juni 2014 den Namen Otto Wolfskehl-Haus.